# 拉马达莱娜
拉马达莱娜（義大利語：La Maddalena），是意大利撒丁大区薩薩里省的一个市镇，位于距离撒丁岛东北角2公里的拉马达莱娜岛。总面积49.37平方公里，人口11901人，人口密度241.1人/平方公里（2009年）。ISTAT代码为104012。
拉马达莱娜是一个热门的旅游目的地，经济以旅游业为主。